# Doha G. P.
El Doha G. P. (oficialmente: Doha International GP) fue una carrera ciclista internacional de una sola etapa, que se disputaba en Doha, Catar.
Empezó a disputarse en 2004. Desde la creación de los Circuitos Continentales UCI en 2005 hasta su última edición perteneció al UCI Asia Tour. En 2007 no se disputó y la edición de 2008 se celebró pero sin la presencia de ciclistas de primer nivel, solamente con conjuntos de los circuitos continentales de Asia y África al bajar a la categoría 1.2 (desde el 2005 fue de una categoría superior: 1.1.).
Era una prueba que muchos ciclistas usaban para preparar el Tour de Catar, que se disputa pocos días después. 

## Palmarés
| Año  | Ganador           | Segundo            | Tercero           |
| ---- | ----------------- | ------------------ | ----------------- |
| 2004 | Simone Cadamuro   | Tom Boonen         | Francesco Chicchi |
| 2005 | Robert Hunter     | Tom Boonen         | Lars Michaelsen   |
| 2006 | Tom Boonen        | Robert Hunter      | Erik Zabel        |
| 2007 | No se disputó     | No se disputó      | No se disputó     |
| 2008 | Ayman Ben Hassine | Ahmed Mohammed Ali | Karim Jendoubi    |

## Palmarés por países
| País      | Victorias |
| --------- | --------- |
| Italia    | 1         |
| Sudáfrica | 1         |
| Bélgica   | 1         |
| Túnez     | 1         |